# بيتر دونلون
بيتر دونلون (بالإنجليزية: Peter Donlon)‏ هو مجدف أمريكي، ولد في 16 ديسمبر 1906 في بورت هوينيمي في الولايات المتحدة، وتوفي في 14 ديسمبر 1979 في نابا في الولايات المتحدة.

## وصلات خارجية
- بيتر دونلون على موقع الاتحاد الدولي للتجديف (الإنجليزية)
- بيتر دونلون على موقع اللجنة الأولمبية الدولية (الإنجليزية)
- بيتر دونلون على موقع أوليمبيديا (الإنجليزية)